# Bodonyi Béla (színművész)
Bodonyi Béla, 1904-ig Fleischer (Csonoplya, 1884. október 1. – Budapest, 1971. december 3.) színész, színházigazgató.

## Életútja
Fleischer Károly gazdálkodó és Goldberger Róza gyermekeként született. Iskoláit Pécsett, majd Budapesten végezte, azután a Színészakadémia növendéke lett, melyet 1906-ban végzett el. Pályáját Sopronban kezdte 1907–08-ban, Nádassy József társulatánál, közben katona volt és külföldi tanulmányutat tett. 1909–1911 között ismét Nádassy volt az igazgatója, akinél összesen öt évig működött, majd 1911–12-ben Pécsre szerződött, Füredi Bélához. Egy év után Kövessy Albert, a későbbi években Komjáthy János és 1915 –20-ban Sebestyén Géza buda-temesvári társulatánál működött. 1920-tól 1925-ig, hat esztendőn keresztül vezette a sopron–szombathelyi–győri színházat. 1952-ben újból visszakerült a pályára, a Nemzeti Színház tagja lett, itt 1962-ig, majd 1968-tól 1971-ig játszott.
1911. szeptember 25-én kötött házasságot Pécsett. Felesége Kraus Károly és Herzfeld Zsófia lánya, Király (Kraus) Boriska, színésznő volt. Miután elvégezte a Színművészeti Akadémiát, eleinte szende, később hősnői szerepeket játszott Sopronban, majd Pécsett, azután Temesvárott, végül férje színtársulatánál működött. Főbb szerepei: Éva, Julia, Melinda, Antigoné és számos klasszikus tragédia főszerepein kívül az újabb társadalmi színdarabok főszerepei voltak.

## Főbb szerepei
- Tokeramo (Lengyel Menyhért: Tájfun)
- Tiborc (Katona József: Bánk bán)
- Shylock (Shakespeare: A velencei kalmár)
- Lucifer (Madách Imre: Az ember tragédiája)
- Todorescu (Rákosi Viktor: Elnémult harangok)